# Přestřelka

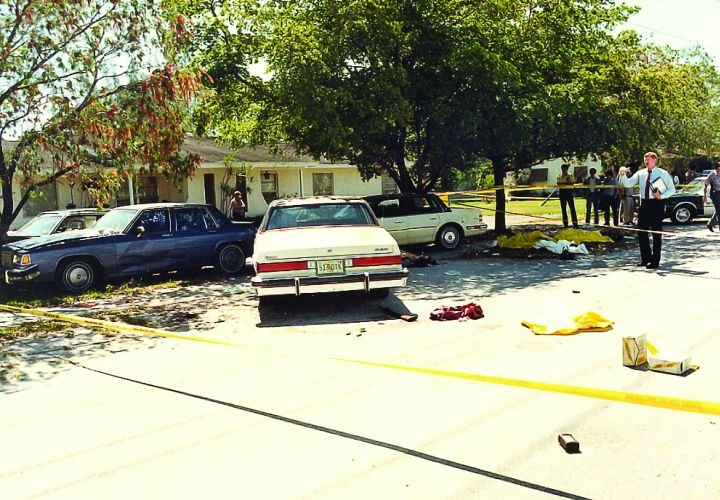
Fotografie místa přestřelky Matixe, Platta a osmi agentu FBI v Miami, 1986.

Přestřelka (anglicky shootout, gunfight) je incident se vzájemnou střelbou mezi soupeřícími jedinci či skupinami. V přestřelkách je často jedna ze stran na straně zákona (policie, četnictvo, atd.). Přestřelky jsou častým námětem akčních a westernových filmů.
Střetnutí vojenského charakteru mezi dvěma či více stranami, logicky ohraničené svým cílem a v čase a prostoru, které se obvykle odehrává během války (nebo protipartyzánské operace) se nazývá bitva.

## Některé známé přestřelky
- Přepadení banky v Northfieldu – střetnutí mezi gangem vedený Jesse Jamesem a Colem Youngerem a místními občany v minnesotském Northfieldu
- Přestřelka u O. K. Corralu – incident mezi skupinou psanců a policisty v americkém státě Arizona
- Přestřelka v Joplinu  – incident mezi psanci Bonnie a Clydem a místními policisty v americkém Joplinu (Missouri)
- Masakr v Kansas City – neúspěšný pokus gangu osvobodit svého druha v americkém Missouri
- Přestřelka v Little Bohemia – incident mezi bankovním lupičem Johnem Dillingerem, jeho gangem (vč. Baby Face Nelsona) a agentů FBI
- Střetnutí v Barringtonu – incident mezi chicagským gangsterem Baby Face Nelsonem a agenty FBI
- Newhallský incident – nesprávně provedené zastavení podezřelých, které během pěti minut skončilo smrtí čtyř kalifornských policistů
- Přepadení banky v Norcu – přestřelka osmi těžce ozbrojených bankovních lupičů v Norcu v jižní Kalifornii
- Přestřelka v Miami – chybně provedený pokus agentů FBI v přesile zadržet bankovní lupiče Platta a Matixe, mající široké důsledky nejen pro FBI
- Přestřelka v severním Hollywoodu – 44 minut trvající přestřelka mezi těžce ozbrojenými lupiči a 375 policisty v Los Angeles
- Masakr na Columbine High School – dva náctiletí studenti Eric Harris a Dylan Klebold zastřelili ve škole dvanáct studentů, jednoho učitele a zranili dalších 24 lidí, během střelby Harris a Klebold několikrát vystřelili na policejní jednotky
- Přestřelka v Pakraci – incident v Chorvatsku během rozpadu Jugoslávie
- Přestřelka u osady Uglare – incident mezi českými vojáky a nelegálními těžaři dřeva v Kosovu
- Teroristické útoky v Bombaji v listopadu 2008
- Zatčení Abdelhamida Abaaouda - policejní operace v Saint-Denis 18. listopadu 2015 směřující k dopadení strůjců teroristických útoků v Paříži v listopadu 2015
- Útok na redakci časopisu Charlie Hebdo

## Přestřelky v kultuře
- Přestřelka u ohrady O.K. – americký westernový film z roku 1957
- Přestřelka (film) – americký westernový film z roku 1971
- Přízračná přestřelka – první díl třetí řady seriálu Star Trek
- 44 minut: Přestřelka v severním Hollywoodu – americké akční drama z 2003